# Hesycha consimilis
Hesycha consimilis là một loài bọ cánh cứng trong họ Cerambycidae.